# Raffaele Orgitano
Raffaele Orgitano (Napoli, 1770 circa – Parigi, 1812) è stato un compositore italiano.
Orgitano discendeva da una famiglia di musicisti: suo padre Vincenzo era anch'egli compositore e suo zio Paolo clavicembalista. Dopo aver studiato musica sotto la guida di Nicola Sala al Conservatorio della Pietà dei Turchini di Napoli, nel 1790 entrò con la carica di maestro di cappella straordinario nella Cappella del Tesoro della Cattedrale partenopea e il 20 luglio dell'anno successivo fu inoltre nominato organista soprannumerario della cappella reale. Nel 1800 seguì a Palermo la famiglia reale napoletana, fuggita a causa dello scoppio della Rivoluzione partenopea del 1799. Successivamente, sino al 1802, fu in viaggio attraverso l'Italia per rappresentare le proprie opere buffe, le quali riscossero un gran successo nei teatri di Venezia, Roma e Napoli. Si stabilì infine a Parigi, dove non risulta che abbia continuato la propria attività compositiva.
Tra i suoi lavori, si ricordano in particolare le opere Non credere alle apparenze e Amore ed interesse, che rimasero nei cartelloni dei palcoscenici italiani per oltre un decennio.

## Composizioni

### Opere
- Non credere alle apparenze, ossia L'amore intraprendente (farsa, libretto di Giuseppe Maria Foppa, 10 ottobre 1801, Venezia, Teatro San Moisè)
- Adelaide e Tebaldo (opera buffa, libretto di Gaetano Rossi, 27 dicembre 1801, Venezia, Teatro San Benedetto)
- Gli amanti al cimento (dramma giocoso, libretto di Michelangelo Prunetti, Carnevale 1802, Roma, Teatro Valle)
- Amore ed interesse, ossia L'infermo ad arte (farsa, libretto di Giuseppe Palomba, autunno 1802, Napoli, Teatro dei Fiorentini)
- Arsinoe (Napoli)

### Lavori sacri
- La Passione di Gesù Cristo (cantata per 3 voci, 1797, Napoli)
- Il voto di Jefte (dramma sacro, libretto di Francesco Gonella, 1802, Firenze)
- A renderci beati (inno per 8 voci e strumenti)